# The Police
The Police là một ban nhạc Rock gồm ba thành viên Sting (hát chính, ghita bass), Andy Summers (ghita, hát chính), và Stewart Copeland (trống, bộ gõ, hát chính). Ban nhạc trở nên nổi tiếng vào những năm đầu thập niên 1980. Họ chơi một dòng nhạc rock mới chịu ảnh hưởng bởi nhạc Jazz, classic Rock và Reggae. Album năm 1983 của họ, Synchronicity, đạt vị trí số 1 tại Anh và Mỹ và bán được trên 8 triệu bản chỉ riêng tại Mỹ. Ban nhạc tan rã vào khoảng giữa thập niên 1980, nhưng tái hợp lại vào đầu năm 2007 với thông báo họ sẽ làm một tour lưu diễn quanh thế giới. Tour diễn được dự kiến từ giữa năm 2007 đến giữa năm 2008, trong đợt kỷ niệm 30 năm bản hit single "Roxanne". Họ đã bán được trên 50 triệu album trên toàn thế giới. Tạp chí Rolling Stone đã xếp The Police ở vị trí 70 trong danh sách 100 nghệ sĩ vĩ đại nhất mọi thời đại.